# Pierre Le Goïc
Pierre Le Goïc, né le 5 octobre 1953 à Brest et mort dans la même ville le 3 novembre 2011,,, est un professeur français du secondaire, agrégé d'histoire et docteur en histoire contemporaine. Il a réalisé de nombreux travaux sur les dynamiques urbaines. Ses champs de recherches sont l'urbanisme et la reconstruction, la formation des cultures et identités urbaines, la psychohistoire et les villes en situation de guerre.

## Biographie
Après voir enseigné l'histoire et la géographie au lycée de L'Harteloire à Brest, il a donné des cours d'épistémologie de l'histoire à l'Institut universitaire de formation des maîtres (IUFM) de Bretagne.
Il est chercheur associé au Centre de recherche bretonnes et celtiques (unité du CNRS et de l'université de Bretagne occidentale).
Il a consacré sa thèse aux processus mémoriels et identitaires liés à la reconstruction de Brest, dont est issu l'ouvrage Brest en reconstruction en 2001,. 
Il préside l'association « Brest à l'œuvre » qui allie art contemporain et mémoire vive.
Il a été convié dans un  colloque international pour exposer la vie à Brest sous les bombardements alliés pendant la Seconde Guerre mondiale et aux rencontres internationales de 2004 à Saint-Lô sur les villes reconstruites.
Il a fait partie du réseau des chercheurs en histoire environnementale (RUCHE).
Il a également travaillé sur le thème du rire en ville.
Il est le père de Julie Le Goïc, élue écologiste de Brest.

## Publications
- Compte-rendu d'intervention dans Un siècle de socialisme en Bretagne : de la SFIO au PS (1905-2005), sous la direction de Christian Bougeard, Presses universitaires de Rennes, 2008. Actes du Colloque de Brest, 8-10 décembre 2005
- Brest en reconstruction - Antimémoires d'une ville, Presses Universitaires de Rennes, 2001,  (ISBN 9782753524668) [lire en ligne].
- Texte d'analyse des mouvements sociaux à Brest en 1950 inclus dans la bande dessinée de Kris et Davodeau, Un homme est mort, Édition Futuropolis, 2006.